# چاه‌تلخ شمالی
چاه‌تلخ شمالی، روستایی است از توابع بخش دلوار در شهرستان تنگستان استان بوشهر ایران.

## جمعیت
این روستا در دهستان دلوار قرار دارد. بر اساس سرشماری رسمی در سال ۱۳۹۵ آمار جمعیت آن ۸۴۴ نفر می‌باشد، بر همین اساس در سال ۱۳۸۵ آمار جمعیت آن جمعیت آن ۶۸۳ نفر (۱۶۰ خانوار) بوده‌است.